# Gouvernement Ouyahia X
République algérienne
Tebboune Bedoui
Le gouvernement Ouyahia X est un gouvernement de l'Algérie en fonction du 16 août 2017 au 1er avril 2019, à la suite de la nomination d'Ahmed Ouyahia au poste de Premier ministre.

## Historique et formation
Le gouvernement est formé à la suite du limogeage d'Abdelmadjid Tebboune après moins de trois mois au poste de Premier ministre. Ahmed Ouyahia revient pour la quatrième fois pour diriger son dixième gouvernement.
Il y a très peu de changements dans la composition mais des retours de poids comme celui de Youcef Yousfi, ancien Premier ministre par intérim et 
conseiller à la présidence qui retrouve le poste de ministre l'Industrie et des Mines en remplacement de Mahdjoub Bedda ainsi que Mohamed Benmeradi ancien ministre de l'Industrie dans le dernier gouvernement Ouyahia et qui hérite de celui du Commerce. Aussi, Abdelwahid Temmar devient ministre de l'Habitat à la place de Youssef Chorfa.
Enfin, l'APS a annoncé par erreur le retour de l'éphmère ministre du Tourisme et de l'Artisanat du gouvernement Tebboune, Messaoud Benagoun membre du MPA, avant de se raviser et d'annoncer que son successeur, Hacène Mermouri garde son poste.
Le 21 septembre 2017, le gouvernement obtient la confiance par 341 voix pour, 64 contre et 13 abstentions, sur 417.
Le 4 avril 2018, le gouvernement est remanié, avec le remplacement de quatre ministres.

## Composition

### Initiale (17 août 2017)
- Président de la République, ministre de la Défense nationale : Abdelaziz Bouteflika
- Vice-ministre de la Défense nationale et chef d'état-major : Ahmed Gaïd Salah
- Ministre des Affaires étrangères : Abdelkader Messahel
- Ministre de l'Intérieur, des Collectivités locales et de l'Aménagement du territoire : Noureddine Bedoui
- Ministre de la Justice, Garde des Sceaux : Tayeb Louh
- Ministre des Finances : Abderrahmane Raouya
- Ministre de l'Énergie : Mustapha Guitouni
- Ministre des Moudjahidine : Tayeb Zitouni
- Ministre des Affaires religieuses et des Wakfs : Mohamed Aïssa
- Ministre de l'Éducation nationale : Nouria Benghabrit-Remaoun
- Ministre de l’Enseignement supérieur et de la recherche scientifique : Tahar Hadjar
- Ministre de la Formation et de l’enseignement professionnels : Mohamed Mebarki
- Ministre de la Culture : Azzedine Mihoubi[4]
- Ministre de la Poste, des Télécommunications, des Technologies et du Numérique : Houda Imane Feraoun
- Ministre de la Jeunesse et des Sports : El Hadi Ould Ali
- Ministre de la Solidarité nationale, de la Famille et de la Condition féminine : Ghania Eddalia
- Ministre de l'Industrie et des Mines : Youcef Yousfi
- Ministre de l’Agriculture, du Développement rural et de la Pêche : Abdelkader Bouazghi
- Ministre de l’Habitat, de l’Urbanisme et de la Ville : Abdelwahid Temmar
- Ministre du Commerce : Mohamed Benmeradi
- Ministre de la Communication : Djamel Kaouane
- Ministre des Travaux publics et des Transports : Abdelghani Zaalane
- Ministre des Ressources en eaux : Hocine Necib
- Ministre du Tourisme et de l’Artisanat : Hacène Mermouri
- Ministre de la Santé, de la Population et de la Réforme hospitalière : Mokhtar Hasbellaoui
- Ministre du Travail, de l’Emploi et de la Sécurité sociale : Mourad Zemali
- Ministre des Relations avec le Parlement : Tahar Khaoua
- Ministre de l’Environnement et des Énergies renouvelables : Fatma Zohra Zerouati

### Remaniement du 4 avril 2018
- Président de la République, ministre de la Défense nationale : Abdelaziz Bouteflika
- Vice-ministre de la Défense nationale et chef d'état-major : Ahmed Gaïd Salah
- Ministre des Affaires étrangères :
  - Abdelkader Messahel (jusqu'au 13 mars 2019)
  - Ramtane Lamamra (vice-Premier ministre)
- Ministre de l'Intérieur, des Collectivités locales et de l'Aménagement du territoire : Noureddine Bedoui
- Ministre de la Justice, Garde des Sceaux : Tayeb Louh
- Ministre des Finances : Abderrahmane Raouya
- Ministre de l'Énergie : Mustapha Guitouni
- Ministre des Moudjahidine : Tayeb Zitouni
- Ministre des Affaires religieuses et des Wakfs : Mohamed Aïssa
- Ministre de l'Éducation nationale : Nouria Benghabrit-Remaoun
- Ministre de l’Enseignement supérieur et de la recherche scientifique : Tahar Hadjar
- Ministre de la Formation et de l’enseignement professionnels : Mohamed Mebarki
- Ministre de la Culture : Azzedine Mihoubi[4]
- Ministre de la Poste, des Télécommunications, des Technologies et du Numérique : Houda Imane Feraoun
- Ministre de la Jeunesse et des Sports : Mohamed Hattab
- Ministre de la Solidarité nationale, de la Famille et de la Condition féminine : Ghania Eddalia
- Ministre de l'Industrie et des Mines : Youcef Yousfi
- Ministre de l’Agriculture, du Développement rural et de la Pêche : Abdelkader Bouazghi
- Ministre de l’Habitat, de l’Urbanisme et de la Ville : Abdelwahid Temmar
- Ministre du Commerce : Saïd Djellab
- Ministre de la Communication : Djamel Kaouane
- Ministre des Travaux publics et des Transports :
  - Abdelghani Zaalane (jusqu'au 3 mars 2019)
  - Abdelwahid Temmar (intérim)
- Ministre des Ressources en eaux : Hocine Necib
- Ministre du Tourisme et de l’Artisanat : Abdelkader Benmessaoud
- Ministre de la Santé, de la Population et de la Réforme hospitalière : Mokhtar Hasbellaoui
- Ministre du Travail, de l’Emploi et de la Sécurité sociale : Mourad Zemali
- Ministre des Relations avec le Parlement : Mahdjoub Bedda
- Ministre de l’Environnement et des Énergies renouvelables : Fatma Zohra Zerouati

## Trombinoscope

### Premier ministre
| Image         | Fonction         | Nom           | Parti |
| ------------- | ---------------- | ------------- | ----- |
| Ahmed Ouyahia | Premier ministre | Ahmed Ouyahia | RND   |

### Ministres
| Image           | Fonction | Nom                       | Parti |
| --------------- | --- | ------------------------- | ----- |
| Ramtane Lamamra | Vice-Premier ministre Ministre des Affaires étrangères                                                        | Ramtane Lamamra           |       |
|                 | Vice-ministre de la Défense nationale                                                                         | Ahmed Gaïd Salah          |       |
|                 | Ministre de l’Intérieur, des Collectivités locales et de l'Aménagement du territoire                          | Noureddine Bedoui         |       |
|                 | Ministre de la Justice, Garde des Sceaux                                                                      | Tayeb Louh                | FLN   |
|                 | Ministre des Finances                                                                                         | Abderrahmane Raouya       |       |
|                 | Ministre de l'Industrie et des Mines                                                                          | Youcef Yousfi             | RND   |
|                 | Ministre de l'Énergie                                                                                         | Mustapha Guitouni         |       |
|                 | Ministre des Moudjahidine                                                                                     | Tayeb Zitouni             | RND   |
|                 | Ministre des Affaires religieuses et des Wakfs                                                                | Mohamed Aïssa             |       |
|                 | Ministre du Commerce                                                                                          | Saïd Djellab              |       |
|                 | Ministre du Tourisme et de l'Artisanat                                                                        | Abdelkader Benmessaoud    |       |
|                 | Ministre de l’Agriculture, du Développement rural et de la Pêche                                              | Abdelkader Bouazghi       |       |
|                 | Ministre des Ressources en eaux                                                                               | Hocine Necib              |       |
|                 | Ministre de l’Environnement et des Énergies renouvelables                                                     | Fatma Zohra Zerouati      | TAJ   |
|                 | Ministre de l’Habitat, de l’Urbanisme et de la Ville Ministre des Travaux publics et des Transports (intérim) | Abdelwahid Temmar         |       |
|                 | Ministre de l'Éducation nationale                                                                             | Nouria Benghabrit-Remaoun |       |
|                 | Ministre de l'Enseignement supérieur et de la Recherche scientifique                                          | Tahar Hadjar              | FLN   |
|                 | Ministre de la Formation et de l’Enseignement professionnels                                                  | Mohamed Mebarki           |       |
|                 | Ministre du Travail, de l’Emploi et de la Sécurité sociale                                                    | Mourad Zemali             |       |
|                 | Ministre de la Culture                                                                                        | Azzedine Mihoubi          | RND   |
|                 | Ministre de la Solidarité nationale, de la Famille et de la Condition de la femme                             | Ghania Eddalia            | FLN   |
|                 | Ministre des Relations avec le Parlement                                                                      | Mahdjoub Bedda            | FLN   |
|                 | Ministre de la Santé, de la Population et de la Réforme hospitalière                                          | Mokhtar Hasbellaoui       |       |
|                 | Ministre de la Jeunesse et des Sports                                                                         | Mohamed Hattab            |       |
|                 | Ministre de la Communication                                                                                  | Djamel Kaouane            |       |
|                 | Ministre de la Poste et des Technologies de l’information et de la communication                              | Houda-Imane Faraoun       | FLN   |